# غلين قشلاقي
غلين قشلاقي هي قرية في مقاطعة كوثر، إيران. عدد سكان هذه القرية هو 133 في سنة 2006.